# Пекельна кішка
Пекельна Кішка (англ. Hellcat — супергероїня з коміксів американського видавництва Marvel Comics. Справжнє ім'я — Патрісія (Петсі) Волкер Бакстер Геллстром (англ. Patricia Walker Baxter Hellstrom). Входила до складу Месників і Захисників. Патрісія з'являється в телесеріалі «Джессіка Джонс», де її зіграла Рейчел Тейлор.

## Вигадана біографія
Патрісія — єдина дочка у сім'ї Волкерів. Її мати Дороті була популярним автором коміксів, заснованих на житті Патрісії. А батько Джошуа був звичайним інженером.
Незабаром після закінчення навчання Петсі вийшла заміж за свого друга-офіцера Роберта Бакстера. Через кілька років вони переїхали до Нью-Джерсі, де Петсі випадково зустріла Генка Маккоя і дізналася, що насправді він — мутант на прізвисько Звір. Натхнена його розповіддю про мутантів, що борються проти злочинців, Патрісія захотіла стати супергероїнею. Вона попросила Генка їй у цьому допомогти (натомість пообіцяла зберегти його таємницю особистості), але той відклав виконання її прохання.
Після того, як шлюб з Робертом розпався, Петсі розшукала Звіра, який був тоді в команді Месників, і нагадала про його обіцянку, і Генк поставив її до лав Месників. Трохи пізніше Патриція, спостерігаючи за діями «злочинної організації the Brand Corporation», яка повинна була складатися з її нині колишнього чоловіка, виявила суперкостюм, який раніше носила Тигра. Надівши його, Волкер виявила, що цей костюм зміг значно посилити її природні здібності — силу, спритність і швидкість. З цього часу вона нарешті стала повноцінним членом Месників, тому взяла собі псевдонім Пекельна Кішка. Через деякий час після отримання надздібностей Патрісія відправилася в неземне королівство з Лунным драконом щоб далі розвивати свої сили. Протягом усього перебування там, Пекельна Кішка за допомогою різних електронних та органічних пристроїв штучно збільшила свій бойовий потенціал, набула телекінетичних та психокінетичних здібностей.
Після повернення на Землю Патриція зустрілася з командою Захисників і приєдналася до них. Кілька років вона була в їхніх лавах, поки не полюбила Деймона Геллстрома , що з'явився Захисникам у костюмі Сина Сатани і звернувся до них за допомогою. Після того, як йому вдалося контролювати свої руйнівні демонічні здібності, він запропонував Петсі вийти за нього заміж. Волкер погодилася, але раніше зреклася суперкостюму, вирішивши присвятити всю себе сімейному побуті. Проте, церемонію одруження, на якій були присутні деякі із Захисників, перервав екс-чоловік Патрісії Роберт, який одяг костюм Скаженого Пса (англ. Mad Dog (Marvel Comics)), винайдений все в тій же «The Brand Corporation». Захисники відбили напад, але Бакстер зумів вплинути на підсвідомість Геллстрома, внаслідок чого той був реабілітований до спеціальної психіатричної клініки в Сан-Франциско. Бажаючи помститися за це Псу, розгнівана Петсі знову одягла свій костюм Пекельної Кішки. Протягом декількох місяців, незважаючи на інтенсивне лікування, стан Деймона погіршувався, в ньому все частіше виявлялася його демонічна сутність, яку він раніше з великими труднощами зумів «заглушити» у Захисників. Поки Геллстром перебував у клініці, Пекельна Кішка не знаходила собі місця і перебувала на межі нервового зриву. Не в силах більше виносити душевне катування, Петсі попросила Смертельне Переконання (англ. Deathurge) вивільнити з тіла її невтішну душу, щоб вона потрапила в царство демона Мефісто, де їй, щоб знайти ліки для Геллстрома, треба було битися на Арені Занепалих Душ (англ. Arena of Tainted Souls) поруч із Пересмішницею.
Незабаром після цього, Похмурий Жнець, заклятий ворог Месників, визволив з Ада душі Пекельної Кішки, Пересмішниці та багатьох інших. Навівши їм ненависть, він налаштував їх проти Месників. Але Багряна відьма відновили справжні почуття Петсі та всіх інших, після чого Пекельна Кішка допомогла Месникам битися з Похмурим Женцем. Перш ніж повернутися назад у Пекло, Пересмішниця зуміла послати прохання про допомогу своєму чоловікові Соколиному Оку, який, не довго думаючи, разом із командою Громовержців воював з Геллстормом. Використовуючи його чарівні сили, вони змогли потрапити до Пекла, і в результаті Громовержцям вдалося-таки вивільнити душі Пересмениці та Патрісії та матеріалізувати їх на Землі. Однак, Петсі все ще була в депресії, вона була пригнічена через своє нікчемне життя і даремно проведеного часу в Аду.
Через деякий час Волкер написала автобіографічну книгу, яка згодом стала бестселером. Натхнена успіхом, Патрісія вирішила повернутися до рідного містечка Сентервілл, щоб запропонувати своєму давньому конкурентові Геді (англ. Hedy) працювати на неї. Проте, після прибуття, вона виявила, що місто було просякнуте демонічним духом, бо його жителями керував варлок Ніколас Скратч (англ. Nicholas Scratch). У Сентервіллі він створив свою окультну секту під назвою «Сини Змій» (англ. Sons of the Serpents), в яку вербував людей всупереч їх волі. Надягнувши костюм Пекельної Кішки і покликавши на допомогу Месників, Патриція разом з ними розгромила секту. Уцілілі члени «Синів Змій», знаючи про пригніченість Патриції, що не проходить, незабаром напали на неї. Знову опинившись в Аду, Патриція якимось чином уціліла і дізналася про намір лиходія Дормамму захопити кілька вимірів Ада, на чолі яких стояли різної сили демони, такі як Мефісто, Геллстром, Сатаніст. Пекельна Кішка допомогла Мефісто знищити зрадника, розкривши його змову і налаштувавши проти нього всіх демонів, включаючи богів Плутона та Гелу. Вона також довела, що батьком Геллстрома був Сатаніст, заручник Дормамму. У результаті, за всі заслуги, Патрицію відпустили з Ада на Землю.
Пожвавлена своїми пригодами, Волкер вирішила не поривати з героїчним минулим і знову приєдналася до Захисників. Але коли команду розформували та дали їй іншу назву — Порядок (англ. The Order), Пекельна Кішка вирішила піти і стала героєм-одиначкою.

### Civil War
Під час Громадянської війни Пекельна Кішка охоче зареєструвалася як супергерой. «Ініціативою п'ятдесяти штатів» була офіційно призначена супергероєм Аляски (без команди), але незабаром вона повернулася до Нью-Йорка.

### Civil War II
Під час Другої громадянської війни Пекельна Кішка дізналася про смертельне поранення Жінки Галка, отримане в результаті битви з Таносом. Міс Америка дозволяє їй відвідати її, поки та перебуває в комі в Тріскеліоні.

## Вибрані публікації
- Miss America Magazine № 2, (1944) — перша поява Патрісії Волкер;
- Avengers № 139-№ 144, (1975—1976) — приєдналася до Месників, взяла прізвисько «Пекельна Кішка»;
- Defenders № 125, (1983) — вийшла заміж за Деймона Геллстрома;
- Hellstorm № 14, (1994) — скоїла самогубство (вирушила в Пекло);
- Thunderbolts 2000 Annual, (2000) — повернена до життя командою Громовержців[8] .

## Сили та здібності
Після перебування в Аду Петсі з'явилася здатність відчувати сліди містичних сутностей і явищ. Пекельна Кішка захищена від містичних атак енергетичним полем, яке дозволяє їй викликати свій костюм і при бажанні видозмінювати його. Має атлетичну статуру, а у тренуваннях із Місячним драконом та Капітаном Америкою отримала гарні навички бійця. Раніше мала телекінетичні та психокінетичні здібності.
Костюм Пекельної Кішки посилює фізичні можливості його власниці, а рукавички і чоботи оснащені кігтями, що висуваються, які використовуються як зброя і для зачеплення за будь-які поверхні. Будучи у складі «Захисників», Пекельна Кішка мала плащ-портал, що допомагає переміщатися в інші виміри.

## Альтернативні версії

### Ultimate
У всесвіті Ultimate Marvel з'являється в серії коміксів «Ultimate Spider-Man»: спочатку — як представниця охоронної фірми, потім — як модель журналу, згодом — як ведуча ток-шоу про біографію Доктора Стренджа, а також бере інтерв'ю у Нормана Осборна . Крім того, з'являлася в коміксах " Ultimate Marvel Team-up " та " Ultimate Comics: New Ultimates ".

### Heroes Reborn
У кросовері Heroes Reborn була учасницею команди Месників. Зовнішністю більше схожа на Тигра. Заздрила красі Червоної Відьми ; Локі налаштував її та Соколине Око проти Месників, щоб викрасти Багряну Відьму та використати її здібності. Пекельна Кішка була вбита Агатою Гаркнесс.

## Поза коміксами

### Телебачення
У рамках «Кінематографічного всесвіту Марвел»:
- Патрісія «Тріш» Волкер з'являється в телесеріалі «Джесіка Джонс», де її дорослу зіграла Рейчел Тейлор, а в підлітковому віці — Катрін Блейдс. За сюжетом, Патрісія — найкраща подруга Джессіки, яка працює ведучою радіошоу «Розмови з Тріш» (англ. Trish Talk), а в дитинстві вона була моделлю — телезіркою[1]. Допомогла Джесіці вистежити Кілгрейва. Навчається бойовим мистецтвам, щоб уміти постояти за себе.
- Рейчел Тейлор повторила роль Петсі Волкер у вигляді закадрового голосу в 6-му епізоді («Сосункам потрібні охоронці», англ. Suckas Need Bodyguards) телесеріалу «Люк Кейдж»[15][16].
- Тейлор повторила роль Тріші в «Захисниках»[17].

### Відеоігри
- Пекельна Кішка присутня на декількох картках мобільної гри «Marvel: War of Heroes»[18].
- Також героїня зустрічається в комп'ютерній грі Lego Marvel's Avengers[19].
- Пекельна Кішка присутня в онлайн-грі для соціальної мережі Facebook «Marvel: Avengers Alliance[en]»[20].
- Пекельна Кішка доступна в рамках Hell's Kitchen Event в грі для Android та iOS «Marvel Avengers Academy[en]» від компанії TinyCo[en][21].
- Пекельна Кішка є грабельним персонажем у грі для Android та iOS «Marvel Future Fight» від компанії Netmarble.

### Іграшки
У 2015 році Пекельна Кішка була представлена в лінійці рухливих фігурок Marvel Legends у серії Infinite Avengers Series 2 (Thanos Build).